# Vubwi
Vubwi ist einer von fünfzehn Distrikten in der Provinz Ostprovinz in Sambia. Er hat eine Fläche von 982 km² und es leben 53.080 Menschen in ihm (2022). 2012 wurde er vom Distrikt Chadiza abgespaltet.

## Geografie
Der Distrikt befindet etwa 500 Kilometer östlich von Lusaka. Er liegt im Mittel auf einer Höhe von etwa 1000 m und fällt nach Westen, im Tal des Muangadeze der in den Luia entwässert, bis auf etwa 750 m ab. Die Nord- und Ostgrenze zu Malawi entspricht der Einzugsgebietsgrenze des Malawisees. Der Distrikt hat eine sehr auffällige Form. So ist er nach dem östlichen Drittel bis auf eine Breite von 1,5 km eingeschnürt.
Der Distrikt grenzt im Westen an den Distrikt Chadiza und im Norden an Chipata. Im Osten grenzt er an den Mchinji Distrikt in der Central Region Malawis, und im Süden an Chifunde in der Provinz Tete in Mosambik.
Vubwi ist in 10 Wards aufgeteilt:
- Ambidzi
- Chimphanje
- Chisiya
- Kabvumo
- Khumba
- Mbozi
- Mlawe
- Mwangazi
- Vubwi
- Zozwe